# Viktor Karl Ludwig von Grumbkow
Viktor Karl Ludwig von Grumbkow (ur. 3 lipca 1849 w Grudziądzu, zm. 1 lipca 1901 w podróży powrotnej z Turcji do Niemiec) - generał pruski, należał do oficerów, którzy na zlecenie niemieckiego rządu przebudowali wojskowość w Turcji.